# John Hope, 4. Earl of Hopetoun

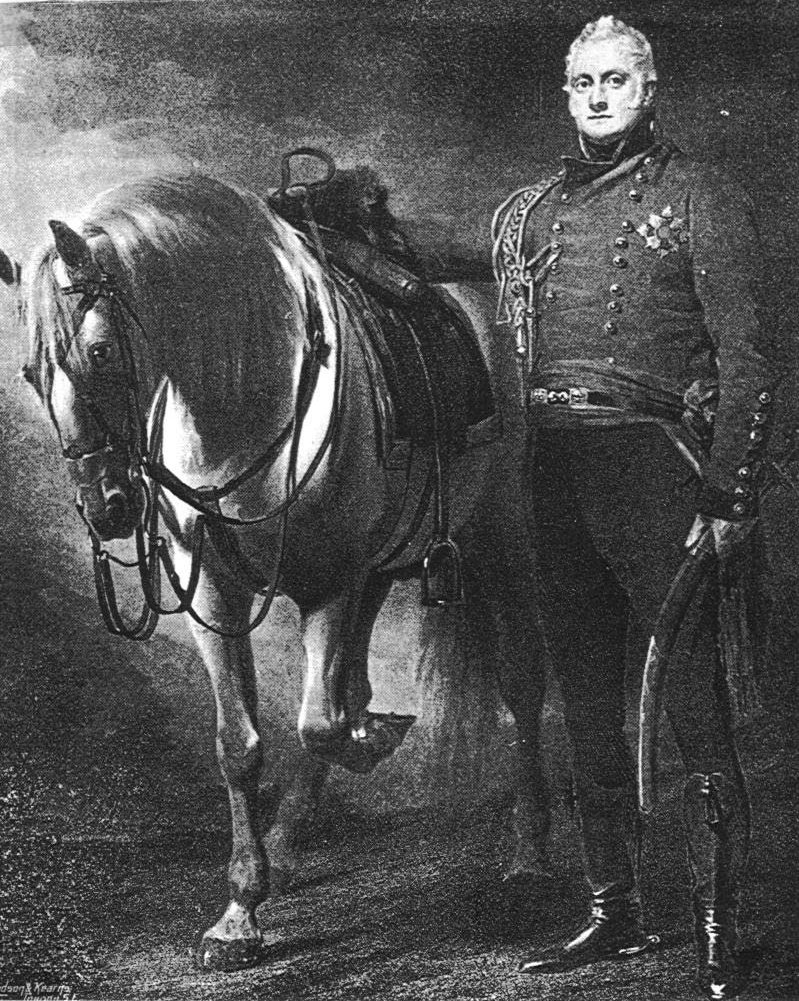
General John Hope, 4. Earl of Hopetoun

John Hope, 4. Earl of Hopetoun, (* 17. August 1765 in South Queensferry, Schottland; † 27. August 1823 in Paris) war ein aus Schottland stammender britischer General der napoleonischen Zeit.

## Hopes Lehrzeit
Hope war der Sohn von John Hope, 2. Earl of Hopetoun, und dessen zweiter Ehefrau Jean Oliphant. Er trat am 28. Mai 1784 in die britische Armee ein und diente sich bis 1793 zum Oberstleutnant hoch. In dem beginnenden Krieg mit Frankreich organisierte er bis 1795 von Plymouth aus ein Regiment, das als Verstärkung der von Admiral Samuel Hood, 1. Viscount Hood, eingesetzten Truppen diente. Im Sommer 1793 sammelte er erste Fronterfahrungen in Flandern, als er den erfolglosen Kampf von Friedrich August, Herzog von York und Albany, der unter dem Gesamtkommando des kaiserlichen Feldmarschalls Prinz Friedrich Josias von Sachsen-Coburg-Saalfeld stand, beobachtete.

## Kampf um die Westindischen Inseln
Sein erster echter Einsatz fand auf einen Nebenkriegsschauplatz statt. Sein aus 600 unerfahrenen Männern bestehendes Regiment wurde zur Verstärkung nach Grenada geschickt. Dort breitete sich eine durch die Franzosen organisierte Rebellion aus. Ein Angriff auf St. Catherine schlug aufgrund unkoordinierten Vorgehens fehl, wodurch die Rebellion weiteren Auftrieb bekam. Hope infizierte sich an Gelbfieber und musste daher im April 1795 zurück nach Großbritannien. Im Oktober 1795 wurde für den Kampf um die Westindischen Inseln eine große Expedition von 18.000 Mann unter Sir Ralph Abercromby ausgerüstet, der auch Hope, inzwischen Adjutant-General, angehörte. Diese reiste aber zu spät ab. Widrige Winde hielten einen Großteil der Flotte auf, nur wenige Schiffe schafften es in der Winterzeit nach Barbados. Auf einem von ihnen war Hope. Er reorganisierte die verschiedenen Truppenteile, die nach und nach auf 6000 Mann anwuchsen. Richtige Aktivitäten konnten erst im April 1796, mit Eintreffen der Hauptflotte und des Oberkommandierenden Abercromby, beginnen. Hope führte nur bei der Landung auf St. Lucia ein Regiment. Ansonsten wurde er mit logistischen Aufgaben betraut. Neben St. Luica wurden St. Vincent und Grenada zurückerobert. Der größte Teil der Truppe wurde in der Folgezeit vom Gelbfieber dahingerafft. Hope blieb bis Januar 1797 auf Barbados, nahm an einer erfolglosen Kampagne zur Eroberung von Puerto Rico teil und kehrte dann im August zusammen mit Abercromby nach Großbritannien zurück.

## Einsatz in Irland
Abercromby wurde beauftragt, Irland zu befrieden. Hope, als Adjutant-General kam die Inspektion der dortigen britischen Außenposten zu. Im Sommer 1798 heiratete Hope in Schottland Elizabeth Hope-Vere († 20. März 1801), musste aber bald nach Irland zurückkehren.

## Misslungene Operation in Holland
Inzwischen kam der Krieg der ersten Koalition zu einem ungünstigen Ende. Großbritannien befürchtete eine Invasion der Franzosen. Bonaparte wandte sich aber Ägypten zu, woraufhin die zweite Koalition gebildet wurde, die seine Abwesenheit nutzen wollte. Im Herbst 1799 führte Großbritannien mit Hilfe der Russen eine überhastete Invasion in Holland, unter Abercromby und dann dem Duke of York, durch. Diese misslang nach anfänglichen Erfolgen und forderte rund 10.000 Opfer unter den Briten. Als Ursachen wurden neben dem schlecht organisierten Nachschub eine Nichtsolidarisierung der Holländer mit der Invasionstruppe ausgemacht. Hope nahm daran teil und wurde an einem Bein verwundet.

## Bildung der Mittelmeerarmee
Im Frühling 1800 drängten die Österreicher und Russen die Franzosen aus Italien raus. Großbritannien entschied sich, dieses Vorgehen durch eine Mittelmeerarmee zu unterstützen. Abercromby und mit ihm wiederum als Adjutant-General Hope sollten mit den Österreichern zusammenarbeiten. Neben Italien waren aber auch dem Stützpunkt Malta und der französischen Armee in Ägypten Aufmerksamkeit zu schenken. Malta konnte befreit werden, aber durch die von den Österreichern verlorene Schlacht bei Marengo, mit anschließendem Waffenstillstand, wurde die Operation in Italien sinnlos. Hope wurde beauftragt, die Österreicher von einem Aufheben des Waffenstillstandes zu überzeugen, was ihm aber nicht gelang. Währenddessen plante Abercromby, dem inzwischen 21.000 Mann zur Verfügung standen, Cádiz anzugreifen. Hope sollte sich mit ihm vereinigen, wurde aber aufgrund widriger Winde aufgehalten. Abercromby brach die schlecht vorbereitete Landung ab, als er merkte, dass die Marine nicht genügend kooperierte.

## Der Feldzug in Ägypten

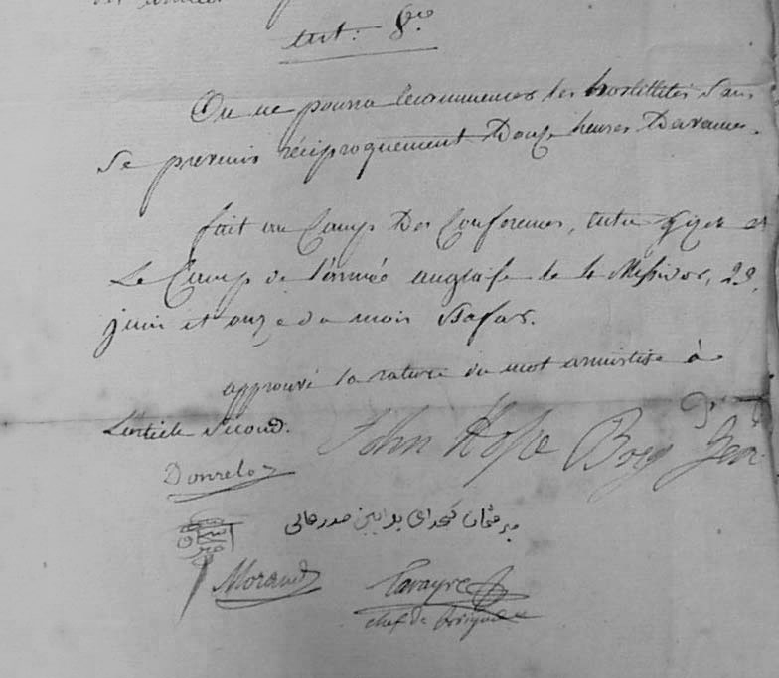
General Hopes Unterschrift unter dem Friedensvertrag von Kairo vom 28. Juni 1801

Erst im Oktober 1800 trafen Hope und Abercromby in Gibraltar zusammen. Die Franzosen sollten nun mit Unterstützung der Türken aus dem Nahen Osten gedrängt werden. Dazu wollten die Briten bei Alexandria landen. Diesmal wurde die Operation sorgfältig geplant, mit der Marine abgestimmt und durch Manöver trainiert. Außerdem wurden der Truppe nach den Überfahrten genügend Regenerationszeiten gelassen und ausreichend Nachschub organisiert. Hope war für die Koordination der Aufklärung, des Nachschubes und teilweise auch für die Trainingsmaßnahmen zuständig. Von Malta ging es ab dem 20. Dezember 1800 mit 14.500 Mann zunächst zur Marmaris-Bucht (nördlich von Rhodos in der Türkei bei Marmaris). Die Landung fand, um die Unterstützung der Türken nicht zu verlieren, da gerade Ramadan war, erst am 7. März 1801 in der Abukir-Bucht (zur Vorgeschichte siehe Seeschlacht bei Abukir und Schlacht von Abukir (1799)) statt, traf die Franzosen aber nicht unvorbereitet. Es kam zu Gefechten, aber trotz hoher Verluste der Franzosen konnten die Nicopolis-Höhen bei Alexandria nicht überwunden werden. Bei diesen Gefechten wurde Abercromby tödlich verwundet. Auch Hope erhielt eine schwere Verwundung an einer Hand. General John Hely-Hutchinson, 2. Earl of Donoughmore, wurde der neue Oberkommandierende. Als am 25. März Ali Pasha mit 4000 Türken eintraf, entschloss sich Hutchinson, erst die Stellungen im Delta einzunehmen und die Nicopolis-Höhen nur mit einer Belagerungstruppe zu bewachen. Die Positionen im Delta wurden nahezu ohne Kämpfe erobert, da sich die Franzosen zurückzogen. Da die Türken aus Syrien auf Kairo marschierten, sah sich Hutchinson genötigt, diese zu unterstützen, da davon auszugehen war, dass die Türken auf sich allein gestellt keine Chance hätten. Die Truppen vereinigten sich am 16. Juni 1801 bei Kairo und begannen mit der Belagerung. Hope war inzwischen auch wieder zu ihnen gestoßen. Kairo kapitulierte, zu der Bedingung, dass die ca. 14.000 Mann Besatzung auf Kosten der Briten mitsamt ihrer Ausrüstung nach Frankreich gebracht würden. Hope führte diese Kapitulationsverhandlungen. Jacques-François Menou, der Befehlshaber in Alexandria war darüber sehr erbost, konnte aber, als die Briten Ende Juli, nachdem sowohl General Baird mit einer Truppe aus Indien, als auch weitere Verstärkung aus Großbritannien eingetroffen war, mit seinen 11.000 Mann auch nur kapitulieren, zumal die britische Marine französische Schiffe erfolgreich aufhielt und ein Großteil der Vorräte sich in Kairo befand. Auch diese Verhandlungen führte Hope und es wurden die gleichen Konditionen wie in Kairo vereinbart. Der Rücktransport der Franzosen und eines Großteils der Briten zog sich bis zum Ende des Jahres 1801 hin. Hope verblieb in Alexandria bis zum, am 25. März 1802 geschlossenen, Frieden mit Frankreich.

## Die Expedition nach Schweden
Im Mai 1803 brach der Krieg mit Frankreich wieder aus. Hope war bis 1808 in Camp Weeley nahe Colchester stationiert, wo er Truppen ausbildete. Im Februar 1803 heiratete er Louisa Dorothia Wedderburn, mit der er 12 Kinder hatte. Der Frieden von Tilsit im Juli 1807 ließ Großbritannien nur noch zwei Alliierte, nämlich Schweden und Portugal. Die Russen griffen im Februar 1808 die Schweden an und auch Dänemark erklärte, unter den Druck der Franzosen, den Schweden den Krieg. Die Briten schickten 10.000 Mann, unter dem Kommando von General John Moore, zur Unterstützung. Hope, inzwischen Generalleutnant, begleitete ihn. Allerdings konnten mit den Schweden keine Einigung erzielt werden, da diese die Versorgung der Truppen nur übernehmen wollte, wenn Dänemark angegriffen werden würde, was die Briten verweigerten. Infolgedessen verweigerte Gustav IV. sogar die Landung in Göteborg. Während Moore in Stockholm die Verhandlungen führte, war Hope für die Armee verantwortlich. Die erfolglosen Verhandlungen zogen sich bis Anfang Juli 1808 hin und die Flotte kehrte schließlich nach Portsmouth zurück.

## Der Einsatz in Portugal
Die Expedition nach Portugal, unter dem Oberkommando von Sir Hew Dalrymple begann Ende Juli 1808. General Artur Wellesley (Wellington) war bereits gelandet und Hope sowie Moore sollten ihn bei Lissabon unterstützten. Wellington schlug die Franzosen aber bereits und es wurde in der Konvention von Cintra wiederum ausgemacht, dass die Franzosen mit ihrer Ausrüstung nach Frankreich verbracht würden. Die Franzosen sollten Zug um Zug von den Briten ersetzt werden. Erst nach dem vollständigen Abzug der Franzosen, sollten die Stellungen an die Portugiesen übergeben werden, um Übergriffe zu vermeiden. Mit der Organisation wurde Hope beauftragt. Auch sollte er eine neue, den Briten wohlgesinnte, portugiesische Regierung einzusetzen. Als die Franzosen am 15. September 1808 die Kontrolle an die Briten übergaben und die portugiesische Regierungsbildung noch nicht abgeschlossen war, wurde Hope praktisch König von Portugal. Der Prozess war am 21. September 1808 abgeschlossen und Hope kehrte zu seiner Truppe zurück, um eine in dem südöstlich, an der spanischen Grenze, gelegenen Elvas stationierte französische Truppe zu evakuieren. Moore wurde mit den restlichen Truppen in den Nordosten nach Almeida geschickt.

## Die Katastrophe in Spanien
Schon während der britischen Erfolge in Portugal erhoben sich die Spanier gegen die Franzosen und die Briten unterstützen diese. Napoleon griff hier selbst ein. General Moore, jetzt der Oberkommandierende auf der Iberischen Halbinsel sollte daher in Spanien einmarschieren. Ein Teil der Truppe, mit dem größten Teil der Artillerie und Kavallerie, war unter Hope bei Elvas stationiert. Da Moore mit einem Angriff der Franzosen erst im Frühling rechnete und auf die Unterstützung der spanischen Armee baute, ließ er die Truppenteile, getrennt wie sie waren, losmarschieren. Sie sollten sich erst bei Salamanca vereinigen. Kurz darauf erhielt Moore die Nachricht, dass die Spanier am 9. November 1808 am Ebro geschlagen wurden und somit den Vormarsch nicht mehr decken konnten. Hope sollte seinen Marsch daher forcieren. Hope gelang es, die Franzosen nördlich von Madrid zu umgehen, weil Napoleon davon ausging, dass sich die Briten zurückzögen und sie daher nicht als Gefahr ansah. Moore plante dies ursprünglich, nach den raschen Erfolgen der Franzosen, auch, wurde aber davon überzeugt, dass es doch besser sei, Madrid zu unterstützen. Die Entscheidung kam zu spät; alle Pässe Richtung Madrid waren inzwischen von den Franzosen besetzt. Er wollte zur Entlastung ein Truppenkontingent unter Soult, der zur Besetzung von León beordert war, angreifen. Entgegen den spanischen Zusagen fiel Madrid allerdings bereits am 4. Dezember 1808. Kleinere Scharmützel zeigte den Franzosen auf, dass die britische Armee sich nicht zurückzog und Napoleon marschierte ihnen entgegen. Als die Briten am 22. Dezember 1808 von Napoleons Kommen hörten, wurde der Angriff auf Soult bei Carriòn abgebrochen und der Rückzug zur Küste nach A Coruña eingeleitet. Immerhin das Ziel, Napoleons Vormarsch Richtung Süden zu stoppen, wurde erreicht. Regen, Matsch, Kälte, fehlende Vorräte, Angriffe der Franzosen (Napoleon musste inzwischen nach Paris zurück und Soult leitete die Operation) und mangelnde Unterstützung durch die Spanier, die wegen des Rückzuges der Briten aufgebracht waren, erschwerten den Marsch. Ein Großteil der Pferde, viele Männer und die sie im Tross begleitenden Frauen und Kinder starben auf dem Marsch. Am 11. Januar 1809 wurde La Coruña, wo auch Vorräte lagerten, erreicht und es konnte eine effektive Verteidigung organisiert werden. Am 14. Januar lief die Flotte ein. Da nicht genug Platz war, wurde ein Teil der Kanonen zerstört und die Pferde sowie Maultiere auf den Klippen, so dass sie direkt in den Ozean fielen, erschossen. Hope war währenddessen für die linke Verteidigungsflanke bei Elvina verantwortlich. Als Soult am 16. Januar, durch sein Vorrücken, die Schlacht von La Coruña begann, wurde General Baird verwundet und General Moore getötet. Hope wurde Oberkommandierender. Der Angriff konnte abgewehrt werden. Hope entschied, noch in der Nacht die Truppen auf die Schiffe zu verladen. Die Verladung dauerte bis 3 Uhr nachmittags an. Den Franzosen gelang es noch drei Transporter mit Kanonen zu versenken und durch einen Sturm sanken auf der Heimfahrt noch einmal zwei Schiffe. Für Hopes Leistungen, so katastrophal der Feldzug auch endete, wurde ihm die Mitgliedschaft im Order of the Bath verliehen.

## Der misslungene Angriff auf Antwerpen
Großbritannien blieb immer noch die Übermacht zur See und eine Operationsbasis in Portugal. Nun sollte eine größere französische Schiffsproduktion nahe Antwerpen zerstört werden. Hierzu war aber erst eine Regeneration der Truppen nötig. Anderseits war es nötig die fünfte Koalition zu unterstützen, die sich am 9. April 1809 formierte. Wellington wurde nach Portugal entsandt, um französische Truppen in Spanien zu binden (so z. B. die Schlacht von Talavera). Die Österreicher schlugen unerwartet die Franzosen nahe Wien und Napoleon beorderte Truppen aus Holland heran. Hier sahen die Briten eine Möglichkeit, gegen Antwerpen vorzugehen, obwohl die Truppen immer noch nicht genügend vorbereitet waren. John Pitt, 2. Earl of Chatham, kommandierte die Expedition, die beendet sein sollte, bevor Verstärkung einträfe. Zunächst mussten auf einigen an der Schelde gelegenen Inseln, wie Walcheren, Zuid-Beveland und Cadzand, die Forts erobert werden, damit die Marine ungehindert operieren konnte. Um den Überraschungseffekt nutzen und so eine längere Belagerung vermeiden zu können, sollten alle drei Inseln simultan angegriffen werden. König Louis war für die Verteidigung von Holland verantwortlich und erwartete einen solchen Angriff durchaus. Er konnte die Verteidigung teilweise ausbauen lassen, hatte aber bei weitem nicht genügend Truppen. Napoleon wollte seinen Kampf auf den Kontinent nicht gefährden, versprach aber sofort zu reagieren, falls die Briten aktiv werden würden.
Obwohl nun Napoleon die Österreicher bei Wagram schlug, begannen die Briten die Operation am 28. Juli 1809. Die französischen Schiffe zogen sich flussabwärts in den Schutz dort gelegener Forts zurück. Die Landung auf Cadzand musste aufgrund widriger Winde verschoben werden und, als sie am 3. August beginnen konnte, war bereits zu viel Verstärkung eingetroffen. Dieser Operationsteil wurde daher abgebrochen. Die Landung auf Walcheren gelang, aber das Hauptfort Vlissingen hielt einer längeren Belagerung, auch aufgrund des Misserfolges auf Cadzand, stand. Hope war für die Landung auf Zuid-Beveland verantwortlich, stieß dabei aber auf keine Gegenwehr. Selbst das Fort Batz wurde, entgegen dem Befehl, vom französischen Kommandeur geräumt, obwohl es die Briten für längere Zeit aufgehalten hätte. Er hatte daher in der Folgezeit, in militärischer Hinsicht, wenig zu tun. Durch die Belagerung von Vlissingen verloren die Briten zu viel Zeit. Es kapitulierte zwar am 18. August, aber inzwischen war ein Angriff auf Antwerpen zu riskant. Zum einen waren die Franzosen mit rund 100.000 Mann, wenn auch kaum ausgebildet, deutlich in der Überzahl und zum anderen machte sich das Sumpffieber breit, was im weiteren Verlauf rund 40 % der Truppen befiel und 4.000 Mann das Leben kostete. Die Operation wurde also abgebrochen, lediglich Vlissingen sollte als Verhandlungsobjekt besetzt bleiben. Da Hope sich in Zuid-Beveland am besten auskannte, wurde er beauftragt, den Rückzug zu decken. Hope kehrte am 10. September nach Großbritannien zurück. Nachdem die Fünfte Koalition durch den Friede von Schönbrunn am 14. Oktober 1809 endete, verließen die Briten auch den sinnlos gewordenen Posten Vlissingen.

## Oberkommandierender in Irland
Wellington konnte inzwischen einige kleinere Erfolge in Spanien erringen. Hopes höherer Rang gegenüber Wellington verhinderte einen sofortigen Einsatz in Spanien, da man Wellington als Oberkommandierenden beibehalten wollte. Erst 1812 setzte man Hope wieder, als Oberkommandierenden von 18.000 Mann, in Irland ein. Diese Truppe war viel zu klein, um die Aufstände zu bekämpfen. Daher arbeitete er eng mit Sir Robert Peel, dem Chefsekretär von Irland, zusammen, um eine örtliche Armee und Polizei aufzustellen.

## Kampf auf französischem Boden
Inzwischen wurde Napoleon in Russland geschlagen und die sechste Koalition gebildet. Während der Hauptkampf sich auf die Schlacht bei Leipzig zuspitzte, wurde eine zweite Front in Spanien aufgebaut, die in Südfrankreich einfallen sollte. Unter dem Oberkommando von Wellington, an dem auch Spanier, Portugiesen und die King’s German Legion beteiligt waren, wurden die Franzosen immer weiter zurückgedrängt (siehe hierzu die Schlacht von Salamanca und die Schlacht von Vitoria). Am 31. August 1813 kapitulierte Fort San Sebastián im Nordosten von Spanien, der Weg nach Frankreich war offen. Inzwischen wurde Wellington zum Feldmarschall befördert und war damit nicht mehr rangniedriger als Hope. Wellington forderte ihn als Ersatz für Sir Thomas Graham, als Kommandeur des linken Flügels, an. Zusätzlich wurde Hope zum stellvertretenden Kommandierenden in Spanien ernannt. Er traf am 5. Oktober 1813 in San Sebastián ein. Wellington entschied sich zu einem Vorgehen an der Küste, da man damit die Marine zur Unterstützung hatte und außerdem nicht die Pyrenäen überqueren musste. Dies war auch dem dortigen verantwortlichen Franzosen, Marschall Soult, klar, der mit seinen wenigen Truppen (53.000 Mann) seine erste feste Verteidigungslinie am Bidasoa einrichtete. Die zweite Verteidigungslinie wurde an der Nivelle und die letzte sowie stärkste am Nive-Adour aufgebaut. Fort Bayonne war das Zentrum der Verteidigung. Den Rest der Gebiete musste Soult nahezu unverteidigt lassen, so dass die Alliierten, wenn sie diese Hürde überwanden, in Süd-Frankreich kaum auf Widerstand stoßen würden.
Die Überwindung der ersten Verteidigungslinie wurde für den 7. Oktober 1813 angesetzt. Da Hope gerade erst angekommen war, führte Graham noch den linken Flügel und Hope übernahm erst danach seinen Posten. Die Franzosen wurden überrascht und mussten sich auf die zweite Verteidigungslinie zurückziehen. Wellington wollte erst weiter vorrücken, nachdem Fort Pamplona gefallen war, da dort immerhin ein Drittel seiner Truppe gebunden war. Hope, nun verantwortlich, baute eine Verteidigungslinie, für den Fall eines Gegenangriffs, auf. Spanische Truppen begannen, die eroberten französischen Städte zu plündern, und Wellington musste einen Teil dieser Truppen auf spanisches Gebiet zurück verlegen. Hope war für die Durchführung verantwortlich.
Nach der Völkerschlacht bei Leipzig vom 16. bis 19. Oktober 1813 gingen viele deutsche Staaten von Frankreich zu den Alliierten über. So auch deutsche Truppen, die unter dem Kommando Soults in Südfrankreich standen. Am 30. Oktober kapitulierte Pamplona. Soult hatte für die zweite Verteidigungslinie 66.000 Mann zur Verfügung und Wellington, einschließlich 22.000 Spaniern, 82.000 Mann. Hope sollte am 8. November 1813 mit 19.000 Mann einen Scheinangriff auf Saint-Jean-de-Luz durchführen, die Höhen bei Ciboure besetzten und den Nachschub für das Zentrum verhindern. Zu diesem Zweck bekam er zusätzliche Artillerie und Kavallerie zur Verfügung. Der Hauptangriff sollte bei Saint-Pée-sur-Nivelle stattfinden.
Aufgrund der Wetterlage musste der Angriff auf den 10. November 1813 verschoben werden. Hopes Angriff auf Urogne und dann Richtung Ciboure war ein Erfolg. Die Franzosen zogen Truppen und Kanonen vor Saint-Jean-de-Luz zusammen, um den Angriff aufzuhalten. Hope bereitete sich auf den Gegenangriff vor, es kam aber nur zu kleineren Gefechten. Auch die Marine beteiligte sich mit einigen Schiffen an dem Scheinangriff. Durch diese Truppenbindung hatte Wellington bei seinem Angriff eine dreifache Truppenüberlegenheit. Der Angriff auf Amotz verlief problemlos, und das dortige Ziel, die Sicherung der Brücke, wurde um 11 Uhr erreicht. Die Franzosen mussten sich, um in ihren Verteidigungsstellungen nicht eingeschlossen zu werden, zurückziehen. Am Abend hielten die Franzosen nur noch die Stellung bei Saint-Jean-de-Luz, welche sie aber in der Nacht räumten. Hope besetzte die Stadt am nächsten Morgen, ließ die dortige zerstörte Brücke notdürftig reparieren und rückte, bei schlechtem Wetter, Richtung Bayonne vor. Auch die rechte Flanke der Alliierten marschierte auf Bayonne. Hopes Front reichte bis Arcangues. Er selbst kehrte dann nach Saint-Jean-de-Luz zurück, um den Nachschub zu organisieren.
Der Verlust der Alliierten hielt sich zwar in Grenzen, aber auch die Franzosen hatten noch eine große Armee zur Verfügung und damit das Potential, einen Gegenangriff zu starten. Daher sollte die lokale Bevölkerung möglichst schonend behandelt werden, um Widerstandskämpfe gar nicht erst aufkommen zu lassen. Die aus Hass bzw. durch Nahrungsmangel bedingten Plünderungen der spanischen und portugiesischen Truppen mussten also unterbunden werden. In dessen Folge ließ Wellington mehrere Soldaten hinrichten und zog die spanischen Truppen wiederum zurück. Dauerregen machte die Straßen unpassierbar. Die Alliierten richteten sich jetzt in Winterquartiere ein, während sie Verteidigungspositionen aufrechterhielten.
Wellington war mit Hills Position, auf dem rechten Flügel, am Nive nicht zufrieden. Sie war angreifbar. Wenn er Saint-Pierre erobern könnte, müssten sich die Franzosen im Osten, da dann der Hauptversorgungsweg bedroht wäre, insgesamt weiter zurückziehen. Da sich das Wetter Anfang Dezember besserte, plante er einen Angriff für den 9. Dezember 1813. Wieder sollte Hope, mit 24.000 Mann, nahe Bayonne, einen massiven Scheinangriff führen, um dort möglichst viele Truppen zu binden. Hill und Beresford sollten in der Nähe von Cambo und Ustaritz den Fluss überqueren und dann zum Adour marschieren. Wenn Hope auf massiven Widerstand stieße bzw. die Mission im Osten abgeschlossen war, sollte er sich zurückziehen. Hope ließ die Truppen langsam vormarschieren, um den Franzosen die Möglichkeit zu geben, sich nach Bayonne zurückzuziehen. Der rechte Flügel stieß kaum auf Widerstand, und nachdem dessen Mission erreicht war, konnte sich Hope, bei allerdings schlechtem Wetter, zurückziehen. Soult wusste nun allerdings, dass die Alliierten durch den Nive in zwei Teile aufgeteilt waren, und entschied sich, Hopes Flügel am nächsten Tag mit seiner gesamten Truppe anzugreifen. Schlechtes Wetter und unübersichtliches Terrain behinderte allerdings den französischen Vormarsch stärker als die von Hope kommandierten überraschten Verteidiger. In den nächsten Tagen kam es in dem unübersichtlichen Terrain zu schweren Kämpfen, wobei ein französischer Erfolg gerade mal abgewandt werden konnte. Hope wurde dabei verwundet und musste später mehrfach behandelt werden. Auch liefen weitere deutsche Einheiten zu den Alliierten über. Beide Seiten verloren etwa 5000 Männer. Der Weg in die französische Ebene war für die Alliierten jetzt frei. Um weiteren Gegenangriffen besser begegnen zu können, wurde ein Flaggensystem entwickelt, das von erhöhten Positionen jeweils an andere Truppenteile weitergeleitet werden sollte. Ein Problempunkt für Wellington war, dass sich Hope persönlich immer wieder in Schussweite der Franzosen begab. Hope wurde für die mangelnde Vorbereitung auf den Gegenangriff später oft getadelt, aber auch für seine darauf durchgeführten Koordinationen und dafür, dass er alle seine aufgetragenen Aufgaben erfüllt hatte, gelobt.
Hopes Männer gingen für den Rest des Jahres wieder in ihre Stellung, die sie vor der Schlacht eingenommen hatten. Für Soult verschlechterte sich die Lage noch weiter, da Napoleon, um die französische Grenze im Osten zu halten, 10.000 Mann abzog. Ein Versuch Napoleons, durch die Vereinbarung von Valençay, Spanien zum Abfall zu bewegen, scheiterte. Wellington erhielt neben Nachschub auch Gold, um seine Truppen zu bezahlen, wodurch er die Spanier, nachdem er sie mit Geld versorgt hatte und diese dadurch weniger zum Plündern neigten, wieder einsetzen konnte.
Wellington entschied sich nun, Bayonne mit 28.000 Mann durch Hope belagern zu lassen und drang mit dem Rest der Armee ab dem 15. Februar 1814 in Frankreich ein. Soult folgte diesem und ließ in Bayonne nur eine Besatzung zurück. Hope war durch seine Behandlung am Bein immer noch kaum in der Lage aufrecht zu stehen.

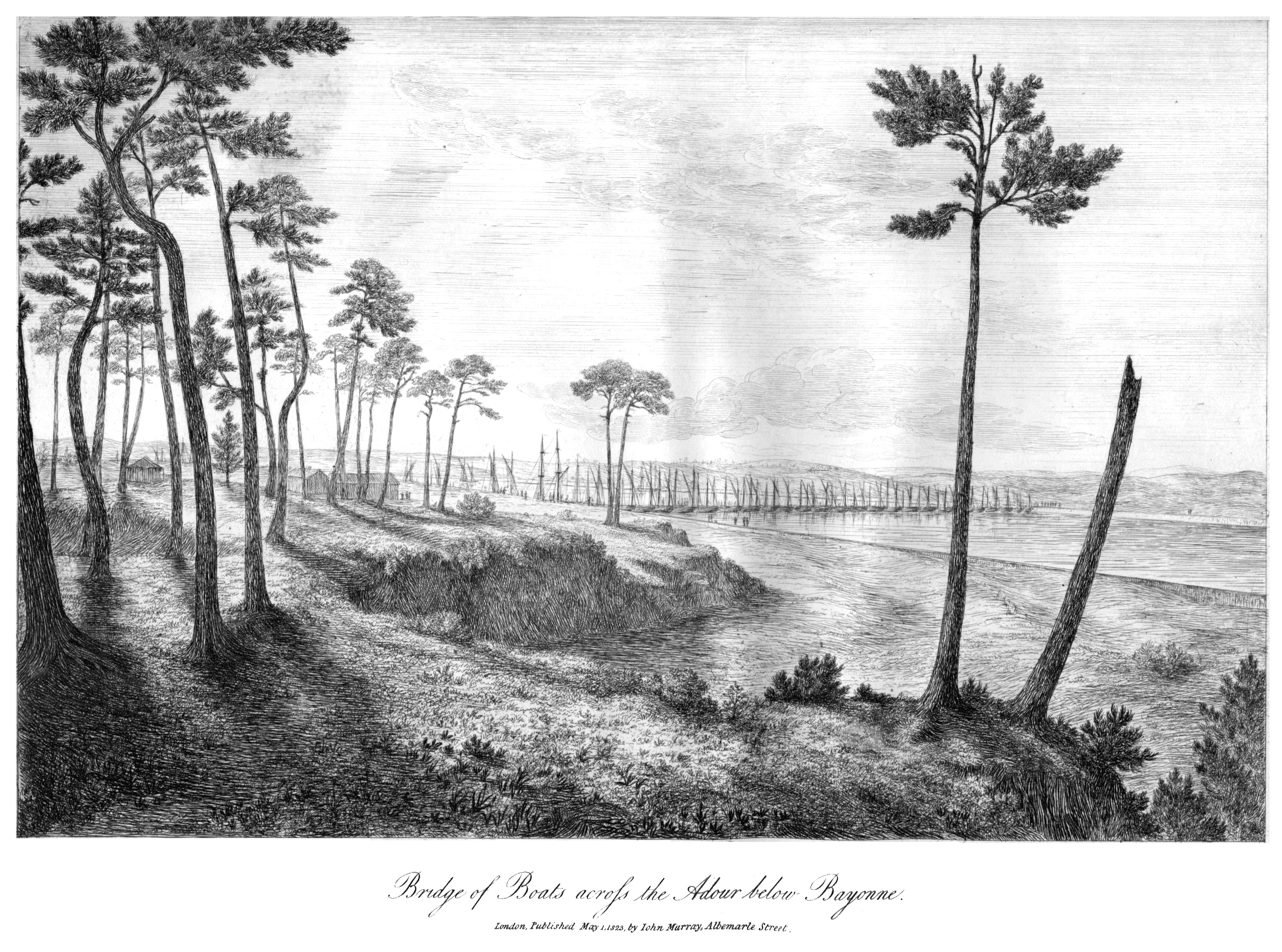
Bridge of Boats across the Adour below Bayonne, 1823

Da der Adour zu breit war, sollte, westlich von Bayonne, mit Hilfe der Marine statt der üblichen Pontons eine Bootsbrücke gebaut werden, um den Nachschub, nicht nur für die Belagerung, sondern auch für Wellingtons Armee, zu sichern, bis die Festung gefallen war. Da der Pegel des Flusses im Laufe des Tages stark schwankte, war dies eine komplizierte Aufgabe. Vizeadmiral Vinicombe Penrose wurde beauftragt, Hope beim Brückenbau zu helfen. Die Vorarbeiten wurden im Fort Socoa bei Saint-Jean-de-Luz durchgeführt, und die Flotte startete am 22. Februar 1814 zu seinem Ziel auf dem Adour. Währenddessen sicherte Hope den Bauplatz, der durch französische Kanonenschiffe bedroht war. Außerdem ließ er schon einmal ein kleineres Truppenkontingent übersetzten, wobei er auf der ganzen Front Ablenkungsangriffe durchführen ließ. Der Brückenbau und die weiter flussaufwärts gelegene Absperrung zum Schutz vor französischen Schiffen, die zudem von Kanonenbooten gedeckt wurde, waren bis zum 26. Februar 1814 abgeschlossen. Die Franzosen konnten den Vormarsch nicht mehr stoppen, nutzten die Zeit aber, um ihre äußeren Verteidigungsstellungen zu verstärken.
Währenddessen bereitete Wellington 130 km entfernt bei Orthez eine Schlacht gegen Soult vor und zog Truppen von Hopes Kommando ab. Hope startete einen Angriff auf Bayonne am 27. Februar 1814 und engte dadurch den Belagerungsring ein. Dabei verlor er 500 Mann. Wellington gewann die Schlacht bei Orthez und drang weiter in Frankreich ein. Die Brücke wurde zu einem wichtigen Versorgungsweg für den Nachschub.
Hope ließ nun mit den Grabungsarbeiten um die Zitadelle anfangen. Die Franzosen störten diese zwar, warteten aber auf den richtigen Augenblick, nämlich möglichst spät, um mit einem größeren Ausfall die Bemühungen zu zerstören. Außerdem organisierte er den Nachschub, nicht nur für die Belagerung, sondern auch für Wellingtons Truppen. Die Marine hatte er dabei nur teilweise zur Hilfe, da der Adour nur zu bestimmten Zeiten sicher passierbar war. Hope wurde beordert, eine Kavallerieeinheit Richtung Bordeaux zu schicken, das als Zentrum der Royalisten galt, um zu überprüfen, ob sie auf Widerstand stoßen würden. Da dies nicht der Fall war, beorderte Wellington Marschall Beresford mit seiner Truppe nach Bordeaux. Die Stadt kapitulierte kampflos am 12. März 1814. Am 6. April 1814 dankte Napoleon ab. Die Feindseligkeiten um Bayonne gingen aber weiter, da der dortige Kommandant den Nachrichten der Briten nicht glaubte und nur auf Instruktionen von Soult kapitulieren würde. Wellington vertrieb Soult am 10. April 1814 aus Toulouse, als dort die Nachricht von der Abdankung ankam. Infolgedessen handelte er mit Soult einen Friedensvertrag aus. Währenddessen bereitete der französische Kommandant von Bayonne für den 14. April 1814 einen Ausfall mit 5.400 Mann und 20 Kanonenbooten vor. Obwohl ein Deserteur die Alliierten kurz vorher davon in Kenntnis gesetzt hatte, begannen Gegenmaßnahmen, da ihm teilweise kein Glauben geschenkt wurde, nur teilweise bzw. wurde die Nachricht nicht schnell genug an Hope weiter geleitet. Dessen Gegenmaßnahmen liefen gerade erst an, als die Franzosen, die inzwischen den fehlenden Mann bemerkt und daher den Angriff auf 3 Uhr morgens vorverlegt hatten, angriffen. Hope wurde bei dem Gefecht von den Franzosen gefangen genommen und verwundet. Eine Stunde nach dem Überraschungsangriff erholten sich die Alliierten und fingen, an die Franzosen zurückzudrängen. Um 8 Uhr hatten sich die Franzosen in die Zitadelle zurückgezogen. Ungefähr 150 Alliierte wurden dabei getötet, 450 verwundet und 200 gefangen genommen. Die Verluste der Franzosen waren in ähnlicher Höhe. Die Zerstörungen der Franzosen konnten innerhalb 24 Stunden repariert werden. Dieses Gefecht ging als die letzte Auseinandersetzung des Krieges auf der Iberischen Halbinsel in die Geschichte ein. Erst am 22. April 1814 erreichte eine Nachricht von Soult die Garnison in Bayonne, woraufhin sich diese am 28. April 1814 ergab.

## Hopes weiteres Wirken und Tod
Damit endete auch Hopes aktive militärische Karriere. Er kehrte am 6. Juni 1814 nach Großbritannien zurück. Für seine Leistungen wurde ihm das Großkreuz des Bathordens verliehen und er wurde zum Baron Niddry, of Niddry Castle in the County of Linlithgow, ernannt. Von seinen Wunden erholte er sich nie mehr vollständig. Er setzte sich politisch in Schottland ein und wurde Direktor der Royal Bank of Scotland. Als sein Halbbruder 1817 verstarb, erbte er den Titel eines Earl of Hopetoun. Eine große Ehre war es für Hope, als George IV., bei seinem Besuch in Schottland 1822, den ersten Besuch eines britischen Königs seit 1652, auch zu einem Frühstück in Hopetouns Haus kam. 1823 unternahm er mit zweien seiner Söhne eine Reise nach Frankreich. Während Wellingtons Aufenthalt in Paris wurde er durch einen Sohn eines französischen Marschalls öffentlich beleidigt. Da Wellington sich, aufgrund seiner Position in der britischen Regierung, nicht selber duellieren konnte, hatte König Georg die Sache, während seines Aufenthaltes in Hopetoun, an Hope herangetragen. Hope duellierte sich nun in Paris und wurde dabei verwundet. Infolgedessen verschlimmerte sich ein schon bei der Überfahrt ausgebrochenes Fieber und er verstarb am 27. August 1823 in Paris. Er wurde am 1. Oktober 1823 auf seinem Anwesen beerdigt.
1821 wurde er zum Fellow der Royal Society of Edinburgh gewählt.